# پاتریک فیلبین (ورزشکار)
پاتریک فیلبین (انگلیسی: Patrick Philbin; ۴ اوت ۱۸۷۴ – ۱ ژانویهٔ ۱۹۲۹) ورزشکار اهل بریتانیا بود.